# Yaya Touré
Gnégnéri Yaya Touré (Bouaké, 13 maggio 1983) è un allenatore di calcio ed ex calciatore ivoriano, di ruolo centrocampista, commissario tecnico in seconda della nazionale saudita. Con la nazionale ivoriana ha vinto la Coppa d'Africa 2015.
Nel corso della sua carriera ha vinto numerosi trofei con le maglie di Olympiacos, Barcellona e Manchester City. A livello individuale è stato eletto Calciatore africano dell'anno dalla CAF per quattro volte consecutive (dal 2011 al 2014).

## Biografia
È fratello di Kolo Touré, suo compagno di squadra ai tempi del Manchester City, e di Ibrahim Touré, calciatore morto a 28 anni. 
Con 10,8 milioni di euro l'anno, insieme a Sergio Agüero, è stato nel 2012 il 4º giocatore più pagato in Europa dopo Eto'o, Messi e Ibrahimović.

## Caratteristiche tecniche
Centrocampista centrale, all'occorrenza anche trequartista, nel suo ruolo è stato considerato uno dei migliori giocatori al mondo.
Era dotato di qualità fisiche importanti: una stazza notevole, forza, esplosività e una discreta velocità. Touré è stato un buon costruttore di gioco e dimostrava abilità sia nel passaggio filtrante che nel cross lungo, nonostante il suo fisico lo portasse anche al recupero di palloni. Col tempo è migliorato sia tecnicamente che tatticamente imparando a ricoprire più ruoli, trasformandosi da pivot di centrocampo, come faceva a Barcellona, a interno dinamico e tecnico. Nell'ultima parte della sua carriera ha migliorato la sua finalizzazione ed è inoltre migliorato molto nell'esecuzione di calci piazzati, sia rigori che punizioni.

## Carriera

### Club

#### Esordi
Entrò nel settore giovanile dell'ASEC Mimosas nel 1996 e vi rimase sino al 2001. Trascorse poi due stagioni nel KSK Beveren, in Belgio. Nell'estate 2003 sostenne un provino con l'Arsenal, giocando anche un'amichevole contro il Barnet ma il suo passaggio agli inglesi non venne formalizzato. Nel gennaio 2004 fu acquistato dal Metalurh Donec'k, dove rimase fino al 2005.

#### Olympiakos e Monaco
Nell'estate del 2005 si trasferì all'Olympiacos, con cui vinse da protagonista il campionato greco e la Coppa di Grecia.
Nell'agosto 2006 fu ceduto al Monaco per 5 milioni di euro. Ebbe problemi con l'allenatore rumeno László Bölöni, che fu ben presto esonerato, con la squadra al penultimo posto della Ligue 1. Il sostituto, Laurent Banide, diede fiducia a Touré, che risultò uno dei migliori giocatori della squadra monegasca, protagonista di una risalita nella seconda parte della stagione 2006-2007, realizzando 5 gol e contribuendo alla salvezza.

#### Barcellona

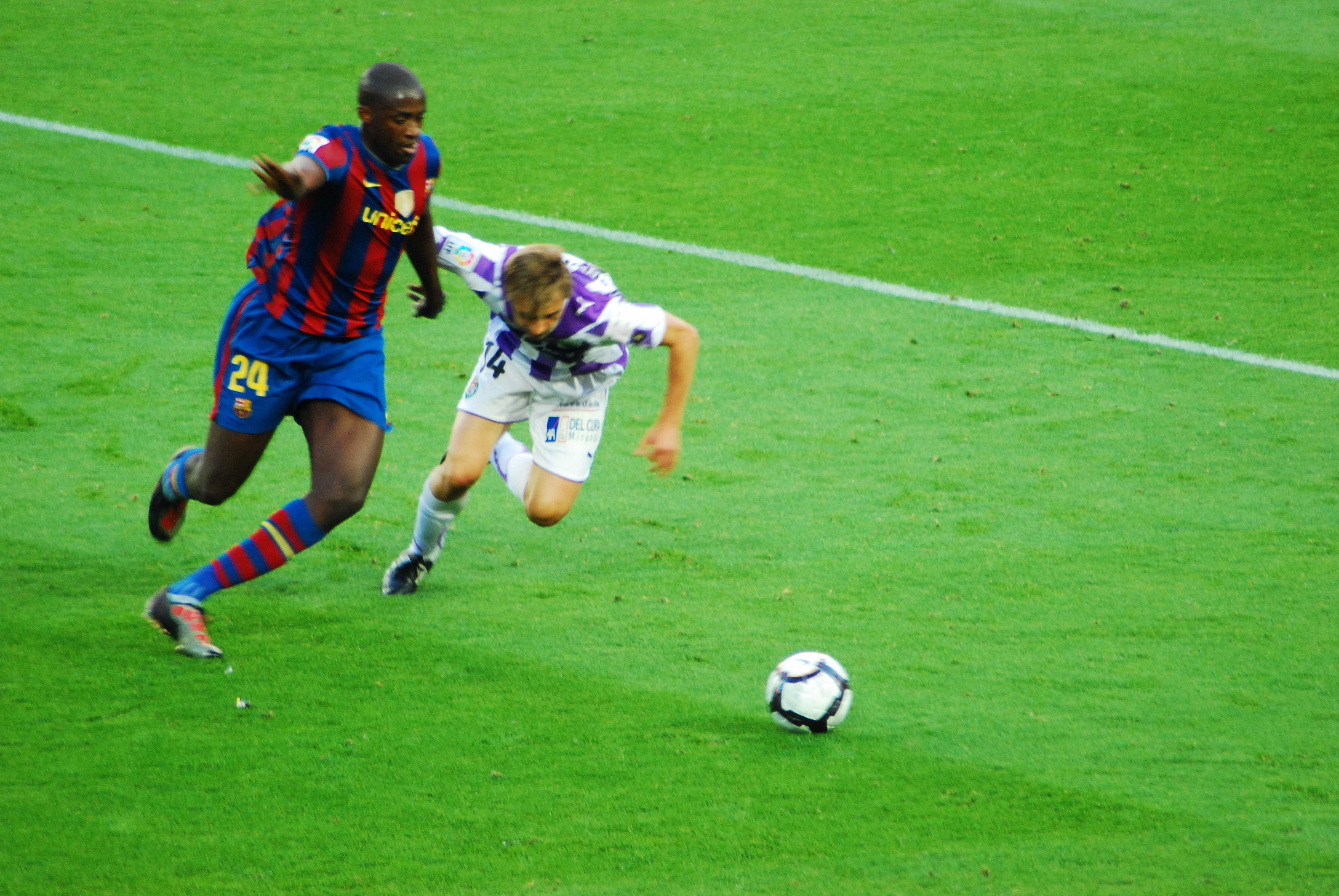
Yaya Touré in azione con la maglia del Barcellona nel 2010.

Nell'agosto 2007 fu acquistato dal Barcellona per 10 milioni di euro.
Alla prima stagione nelle file della squadra catalana giocò con una certa continuità e segnò il gol che permise al Barcellona di eliminare lo Schalke 04 dalla Champions League. Nella stagione 2008-2009 si affermò, soprattutto da gennaio, come titolare della formazione di Josep Guardiola e vinse Liga, Coppa del Re e Champions League. Nel 2009-2010 vinse la Supercoppa di Spagna, la Supercoppa UEFA, il Mondiale per club e la Liga. Insieme ai suoi compagni di squadra Éric Abidal e Rafael Márquez, nell'autunno 2009 contrasse il virus dell'influenza A sottotipo H1N1.
A fine stagione decise di lasciare il Barcellona, dopo aver collezionato complessivamente 118 presenze e 6 reti.

#### Manchester City

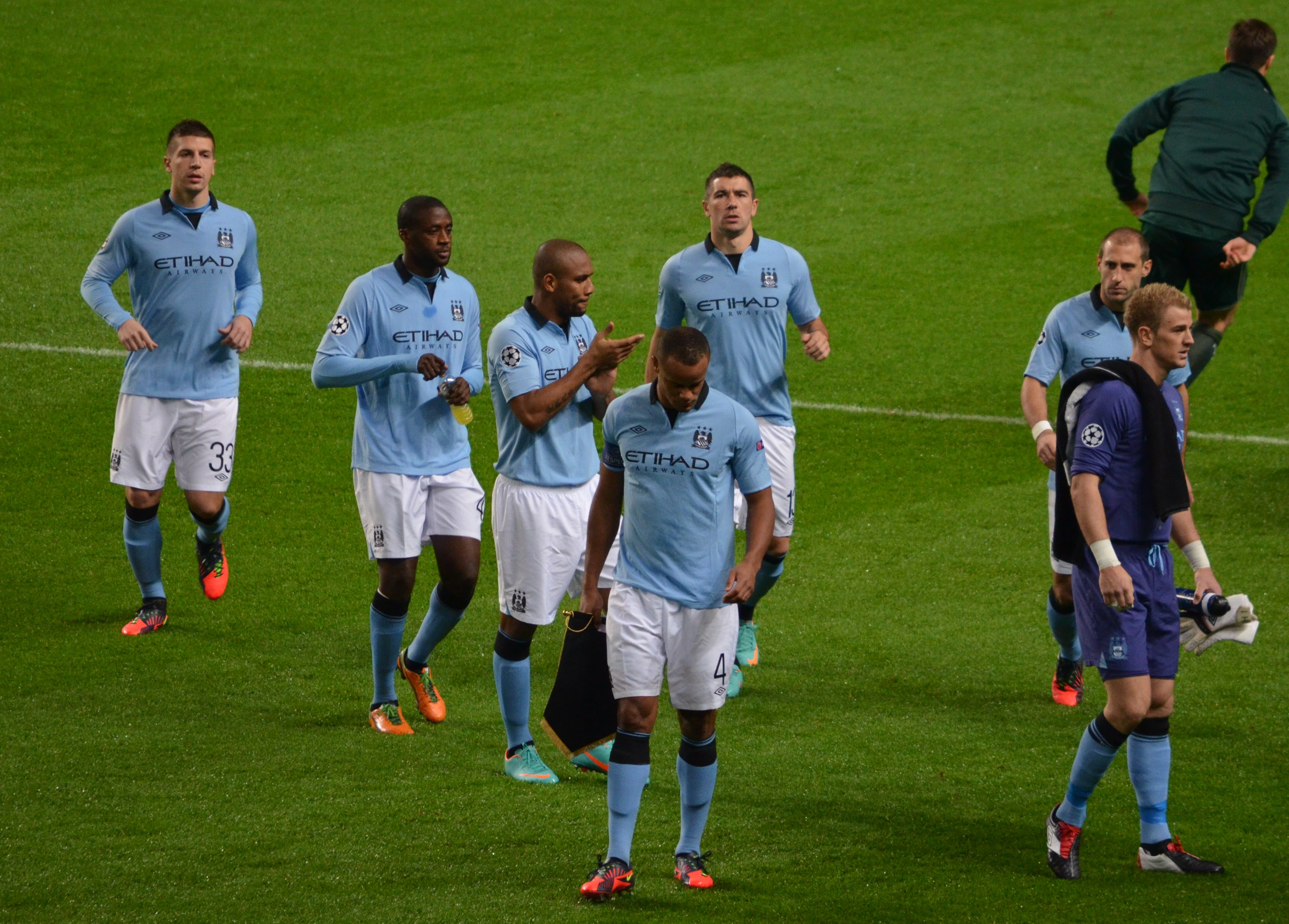
Yaya Touré insieme ai compagni di squadra del Manchester City nel 2012.

Il 2 luglio 2010 firmò un contratto quinquennale da 10,8 milioni di euro annui (4º giocatore più pagato al mondo) con il Manchester City, il quale lo acquistò dal Barcellona per 30 milioni di euro. Nel club inglese ritrovò suo fratello Kolo. Con la maglia del Manchester City realizzò il suo primo gol al 75º minuto di gioco in trasferta contro il Wigan, nella partita vinta per 0-2. Il suo secondo gol arrivò al 90º minuto ancora in trasferta sul campo del Fulham, il terzo l'11 dicembre, sempre in trasferta, ma questa volta sul campo del West Ham.
Il 14 maggio 2011 segnò il gol decisivo nella finale di FA Cup contro lo Stoke City (risultato finale 1-0): i citizens tornarono così a vincere un trofeo dopo ben 35 anni. Il 2 novembre realizzò una doppietta nella partita di Champions League vinta per 3-0 in trasferta sul campo del Villarreal. Il 4 aprile 2013 rinnovò il suo contratto con i citizens fino al giugno 2017.
Nella stagione 2013-2014 segnò 20 gol in campionato e fornì un grande contributo alla sua squadra per la vittoria della Premier League, la seconda per il calciatore ivoriano. Il 14 dicembre 2016, nella vittoria interna per 2-0 contro il Watford, tagliò il traguardo delle 200 presenze in Premier League. Il 1º giugno 2017, a distanza di poche settimane dalla scadenza del contratto, rinnovò accordandosi per un'altra stagione.
Il 4 maggio 2018 la società inglese annunciò la partenza del giocatore al termine della stagione. Complessivamente, Touré ha collezionato con la maglia del Manchester City 316 presenze e 82 reti, vincendo 8 trofei.

#### Le ultime esperienze
Il 3 settembre 2018 fece ritorno ai greci dell'Olympiacos, a dodici anni di distanza dalla sua precedente esperienza. L'11 dicembre 2018 il club greco ha comunicato l'avvenuta rescissione consensuale del contratto del calciatore, visto il poco impiego. In tre mesi il calciatore ha collezionato solo cinque presenze, per un totale di 222 minuti giocati. Nel maggio 2019 si vociferava tramite il suo agente russo Dimitri Seluk, che Touré si era ritirato dal calcio professionistico e che fosse intenzionato ad intraprendere la carriera da allenatore, ma lo stesso calciatore ivoriano ha smentito chiarendo sulla vicenda e ribadendo la volontà di continuare a giocare ancora per qualche anno. Tuttavia il 3 luglio dello stesso anno, si trasferisce nella seconda divisione del campionato cinese, firmando per il Qingdao Huanghai, con cui viene promosso a fine campionato nella massima serie cinese, ovvero la Chinese Super League.
Dopo aver lasciato la Cina fa ritorno in Inghilterra allenandosi in estate con il Leyton Orient. Tuttavia non firmerà alcun contratto, di fatto ritirandosi.

### Nazionale

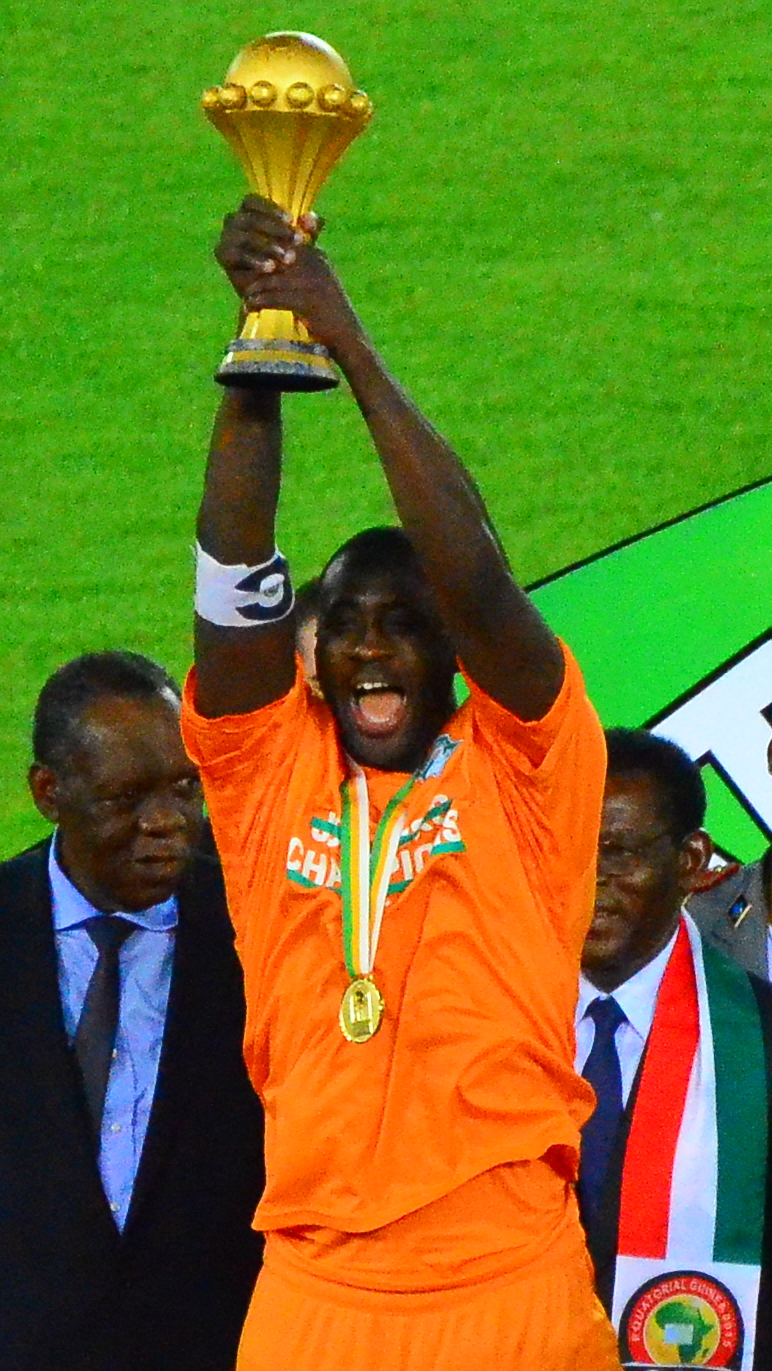
Yaya Touré solleva da capitano della nazionale ivoriana il trofeo della Coppa d'Africa 2015.

Debuttò con la Costa d'Avorio il 20 giugno 2004, in una partita valida per la qualificazione al Mondiale 2006 vinta (2-1) contro l'Egitto. Ha disputato tre rassegne iridate: il Mondiale 2006, 2010 e 2014. L'8 febbraio 2015 vinse la Coppa d'Africa 2015, superando in finale il Ghana.
Il 20 settembre 2016, Touré, tramite un comunicato della FIF, ha annunciato l'addio alla nazionale ivoriana, salvo tornare sui suoi passi nel dicembre 2017.

### Allenatore

#### Gli inizi
Il 10 febbraio 2021 entra nello staff dell'Olimpik Donec'k in Ucraina, lasciando il club 4 mesi dopo.
Il 14 giugno dello stesso anno diventa il vice di Andrej Talalaev al Achmat Groznyj, in Russia.
Il 12 agosto 2022 diventa il nuovo tecnico dell'under-16 del Tottenham.

## Statistiche

### Presenze e reti nei club
Tra club, nazionale maggiore e nazionali giovanili, Yaya Touré ha totalizzato globalmente 726 partite segnando 126 reti, alla media di 0,17 gol a partita.
Statistiche aggiornate al 2 novembre 2019.
| Stagione                | Squadra                 | Campionato              | Campionato | Campionato | Coppe nazionali | Coppe nazionali | Coppe nazionali | Coppe continentali | Coppe continentali | Coppe continentali | Altre coppe | Altre coppe | Altre coppe | Totale | Totale |
| Stagione                | Squadra                 | Comp                    | Pres       | Reti       | Comp            | Pres            | Reti            | Comp               | Pres               | Reti               | Comp        | Pres        | Reti        | Pres   | Reti   |
| ----------------------- | ----------------------- | ----------------------- | ---------- | ---------- | --------------- | --------------- | --------------- | ------------------ | ------------------ | ------------------ | ----------- | ----------- | ----------- | ------ | ------ |
| 2001-2002               | KSK Beveren             | D1                      | 28         | 0          | CB              | 0               | 0               | -                  | -                  | -                  | -           | -           | -           | 28     | 0      |
| 2002-2003               | KSK Beveren             | D1                      | 30         | 3          | CB              | 0               | 0               | -                  | -                  | -                  | -           | -           | -           | 30     | 3      |
| 2003-gen. 2004          | KSK Beveren             | D1                      | 12         | 0          | CB              | 0               | 0               | -                  | -                  | -                  | -           | -           | -           | 12     | 0      |
| Totale Beveren          | Totale Beveren          | Totale Beveren          | 70         | 3          |                 | 0               | 0               |                    | -                  | -                  |             | -           | -           | 70     | 3      |
| gen.-giu. 2004          | Metalurh Donetsk        | VL                      | 11         | 1          | KU              | 0               | 0               | -                  | -                  | -                  | -           | -           | -           | 11     | 1      |
| 2004-2005               | Metalurh Donetsk        | VL                      | 22         | 2          | KU              | 2               | 1               | CU                 | 4                  | 1                  | -           | -           | -           | 28     | 4      |
| Totale Metalurh Donetsk | Totale Metalurh Donetsk | Totale Metalurh Donetsk | 33         | 3          |                 | 2               | 1               |                    | 4                  | 1                  |             | -           | -           | 39     | 5      |
| 2005-2006               | Olympiakos              | SL                      | 20         | 3          | CG              | 3               | 0               | UCL                | 6                  | 0                  | -           | -           | -           | 29     | 3      |
| 2006-2007               | Monaco                  | L1                      | 27         | 5          | CF+CdL          | 2+1             | 0               | -                  | -                  | -                  | -           | -           | -           | 30     | 5      |
| 2007-2008               | Barcellona              | PD                      | 26         | 1          | CR              | 3               | 0               | UCL                | 9                  | 1                  | -           | -           | -           | 38     | 2      |
| 2008-2009               | Barcellona              | PD                      | 25         | 2          | CR              | 6               | 1               | UCL                | 12                 | 0                  | -           | -           | -           | 43     | 3      |
| 2009-2010               | Barcellona              | PD                      | 23         | 1          | CR              | 1               | 0               | UCL                | 8                  | 0                  | SS+Cmc+SU   | 2+2+1       | 0           | 37     | 1      |
| Totale Barcellona       | Totale Barcellona       | Totale Barcellona       | 74         | 4          |                 | 10              | 1               |                    | 29                 | 1                  |             | 5           | 0           | 118    | 6      |
| 2010-2011               | Manchester City         | PL                      | 35         | 8          | FACup+CdL       | 7+0             | 3+0             | UEL                | 8                  | 1                  | -           | -           | -           | 50     | 12     |
| 2011-2012               | Manchester City         | PL                      | 32         | 6          | FACup+CdL       | 0+0             | 0               | UCL+UEL            | 6+3                | 3+0                | CS          | 1           | 0           | 42     | 9      |
| 2012-2013               | Manchester City         | PL                      | 32         | 7          | FACup+CdL       | 4+0             | 1+0             | UCL                | 5                  | 1                  | CS          | 1           | 1           | 42     | 10     |
| 2013-2014               | Manchester City         | PL                      | 35         | 20         | FACup+CdL       | 4+3             | 0+3             | UCL                | 7                  | 1                  | -           | -           | -           | 49     | 24     |
| 2014-2015               | Manchester City         | PL                      | 29         | 10         | FACup+CdL       | 1+2             | 0+1             | UCL                | 5                  | 1                  | CS          | 1           | 0           | 38     | 12     |
| 2015-2016               | Manchester City         | PL                      | 32         | 6          | FACup+CdL       | 0+5             | 0+1             | UCL                | 10                 | 1                  | -           | -           | -           | 47     | 8      |
| 2016-2017               | Manchester City         | PL                      | 25         | 5          | FACup+CdL       | 4+0             | 2+0             | UCL                | 2                  | 0                  | -           | -           | -           | 31     | 7      |
| 2017-2018               | Manchester City         | PL                      | 10         | 0          | FACup+CdL       | 0+4             | 0               | UCL                | 3                  | 0                  | -           | -           | -           | 17     | 0      |
| Totale Manchester City  | Totale Manchester City  | Totale Manchester City  | 230        | 62         |                 | 34              | 11              |                    | 49                 | 8                  |             | 3           | 1           | 316    | 82     |
| set.-dic. 2018          | Olympiacos              | SL                      | 2          | 0          | CG              | 1               | 0               | UEL                | 2                  | 0                  | -           | -           | -           | 5      | 0      |
| Totale Olympiakos       | Totale Olympiakos       | Totale Olympiakos       | 22         | 3          |                 | 4               | 0               |                    | 8                  | 0                  |             | -           | -           | 34     | 3      |
| lug.-dic. 2019          | Qingdao Huanghai        | CL                      | 14         | 2          | CC              | 0               | 0               | -                  | -                  | -                  | -           | -           | -           | 14     | 2      |
| Totale carriera         | Totale carriera         | Totale carriera         | 470        | 82         |                 | 53              | 13              |                    | 90                 | 10                 |             | 8           | 1           | 621    | 106    |

### Cronologia presenze e reti in nazionale
| Cronologia completa delle presenze e delle reti in nazionale ― Costa d'Avorio | Cronologia completa delle presenze e delle reti in nazionale ― Costa d'Avorio | Cronologia completa delle presenze e delle reti in nazionale ― Costa d'Avorio | Cronologia completa delle presenze e delle reti in nazionale ― Costa d'Avorio | Cronologia completa delle presenze e delle reti in nazionale ― Costa d'Avorio | Cronologia completa delle presenze e delle reti in nazionale ― Costa d'Avorio | Cronologia completa delle presenze e delle reti in nazionale ― Costa d'Avorio | Cronologia completa delle presenze e delle reti in nazionale ― Costa d'Avorio |
| Data                                                                          | Città                                                                         | In casa                                                                       | Risultato                                                                     | Ospiti                                                                        | Competizione                                                                  | Reti                                                                          | Note                                                                          |
| ----------------------------------------------------------------------------- | ----------------------------------------------------------------------------- | ----------------------------------------------------------------------------- | ----------------------------------------------------------------------------- | ----------------------------------------------------------------------------- | ----------------------------------------------------------------------------- | ----------------------------------------------------------------------------- | ----------------------------------------------------------------------------- |
| 20-6-2004                                                                     | Alessandria d'Egitto                                                          | Egitto                                                                        | 1 – 2                                                                         | Costa d'Avorio                                                                | Qual. Mondiali 2006                                                           | -                                                                             | 90’                                                                           |
| 18-8-2004                                                                     | Avignone                                                                      | Costa d'Avorio                                                                | 2 – 1                                                                         | Senegal                                                                       | Amichevole                                                                    | -                                                                             |                                                                               |
| 10-10-2004                                                                    | Cotonou                                                                       | Benin                                                                         | 0 – 1                                                                         | Costa d'Avorio                                                                | Qual. Mondiali 2006                                                           | -                                                                             |                                                                               |
| 12-11-2005                                                                    | Le Mans                                                                       | Romania                                                                       | 1 – 2                                                                         | Costa d'Avorio                                                                | Amichevole                                                                    | -                                                                             | 46’                                                                           |
| 16-11-2005                                                                    | Ginevra                                                                       | Italia                                                                        | 1 – 1                                                                         | Costa d'Avorio                                                                | Amichevole                                                                    | -                                                                             | 71’                                                                           |
| 21-1-2006                                                                     | Il Cairo                                                                      | Marocco                                                                       | 0 – 1                                                                         | Costa d'Avorio                                                                | Coppa d'Africa 2006 - 1º turno                                                | -                                                                             |                                                                               |
| 24-1-2006                                                                     | Il Cairo                                                                      | Libia                                                                         | 1 – 2                                                                         | Costa d'Avorio                                                                | Coppa d'Africa 2006 - 1º turno                                                | 1                                                                             | 88’                                                                           |
| 28-1-2006                                                                     | Il Cairo                                                                      | Egitto                                                                        | 3 – 1                                                                         | Costa d'Avorio                                                                | Coppa d'Africa 2006 - 1º turno                                                | -                                                                             | 85’                                                                           |
| 4-2-2006                                                                      | Il Cairo                                                                      | Camerun                                                                       | 0 – 0 dts (11 – 12 dtr)                                                       | Costa d'Avorio                                                                | Coppa d'Africa 2006 - Quarti di finale                                        | -                                                                             | 87’                                                                           |
| 7-2-2006                                                                      | Alessandria d'Egitto                                                          | Nigeria                                                                       | 0 – 1                                                                         | Costa d'Avorio                                                                | Coppa d'Africa 2006 - Semifinale                                              | -                                                                             |                                                                               |
| 10-2-2006                                                                     | Il Cairo                                                                      | Egitto                                                                        | 0 – 0 dts (4 – 2 dtr)                                                         | Costa d'Avorio                                                                | Coppa d'Africa 2006 - Finale                                                  | -                                                                             | 90+1’                                                                         |
| 1-3-2006                                                                      | Valladolid                                                                    | Spagna                                                                        | 3 – 2                                                                         | Costa d'Avorio                                                                | Amichevole                                                                    | -                                                                             |                                                                               |
| 27-5-2006                                                                     | Basilea                                                                       | Svizzera                                                                      | 1 – 1                                                                         | Costa d'Avorio                                                                | Amichevole                                                                    | -                                                                             |                                                                               |
| 30-5-2006                                                                     | Vittel                                                                        | Cile                                                                          | 1 – 1                                                                         | Costa d'Avorio                                                                | Amichevole                                                                    | -                                                                             | 46’                                                                           |
| 4-6-2006                                                                      | Bondoufle                                                                     | Costa d'Avorio                                                                | 3 – 0                                                                         | Slovenia                                                                      | Amichevole                                                                    | -                                                                             | 65’                                                                           |
| 10-6-2006                                                                     | Amburgo                                                                       | Argentina                                                                     | 2 – 1                                                                         | Costa d'Avorio                                                                | Mondiali 2006 - 1º turno                                                      | -                                                                             |                                                                               |
| 16-6-2006                                                                     | Stoccarda                                                                     | Paesi Bassi                                                                   | 2 – 1                                                                         | Costa d'Avorio                                                                | Mondiali 2006 - 1º turno                                                      | -                                                                             |                                                                               |
| 21-6-2006                                                                     | Monaco di Baviera                                                             | Costa d'Avorio                                                                | 3 – 2                                                                         | Serbia e Montenegro                                                           | Mondiali 2006 - 1º turno                                                      | -                                                                             |                                                                               |
| 8-10-2006                                                                     | Abidjan                                                                       | Costa d'Avorio                                                                | 5 – 0                                                                         | Gabon                                                                         | Qual. Coppa d'Africa 2008                                                     | -                                                                             | 80’                                                                           |
| 15-11-2006                                                                    | Le Mans                                                                       | Costa d'Avorio                                                                | 1 – 0                                                                         | Svezia                                                                        | Amichevole                                                                    | -                                                                             | 46’                                                                           |
| 3-6-2007                                                                      | Bouaké                                                                        | Costa d'Avorio                                                                | 5 – 0                                                                         | Madagascar                                                                    | Qual. Coppa d'Africa 2008                                                     | 1                                                                             |                                                                               |
| 22-8-2007                                                                     | Parigi                                                                        | Costa d'Avorio                                                                | 0 – 0                                                                         | Egitto                                                                        | Amichevole                                                                    | -                                                                             |                                                                               |
| 8-9-2007                                                                      | Libreville                                                                    | Gabon                                                                         | 0 – 0                                                                         | Costa d'Avorio                                                                | Qual. Coppa d'Africa 2008                                                     | -                                                                             |                                                                               |
| 17-11-2007                                                                    | Melun                                                                         | Angola                                                                        | 2 – 1                                                                         | Costa d'Avorio                                                                | Amichevole                                                                    | -                                                                             |                                                                               |
| 21-11-2007                                                                    | Doha                                                                          | Qatar                                                                         | 1 – 6                                                                         | Costa d'Avorio                                                                | Amichevole                                                                    | -                                                                             | 46’                                                                           |
| 12-1-2008                                                                     | Kuwait City                                                                   | Kuwait                                                                        | 0 – 2                                                                         | Costa d'Avorio                                                                | Amichevole                                                                    | -                                                                             | 46’                                                                           |
| 21-1-2008                                                                     | Sekondi-Takoradi                                                              | Nigeria                                                                       | 0 – 1                                                                         | Costa d'Avorio                                                                | Coppa d'Africa 2008 - 1º turno                                                | -                                                                             |                                                                               |
| 25-1-2008                                                                     | Sekondi-Takoradi                                                              | Costa d'Avorio                                                                | 4 – 1                                                                         | Benin                                                                         | Coppa d'Africa 2008 - 1º turno                                                | 1                                                                             |                                                                               |
| 29-1-2008                                                                     | Accra                                                                         | Costa d'Avorio                                                                | 3 – 0                                                                         | Mali                                                                          | Coppa d'Africa 2008 - 1º turno                                                | -                                                                             |                                                                               |
| 3-2-2008                                                                      | Sekondi-Takoradi                                                              | Costa d'Avorio                                                                | 5 – 0                                                                         | Guinea                                                                        | Coppa d'Africa 2008 - Quarti di finale                                        | -                                                                             |                                                                               |
| 7-2-2008                                                                      | Kumasi                                                                        | Costa d'Avorio                                                                | 1 – 4                                                                         | Egitto                                                                        | Coppa d'Africa 2008 - Semifinale                                              | -                                                                             |                                                                               |
| 9-2-2008                                                                      | Kumasi                                                                        | Ghana                                                                         | 4 – 2                                                                         | Costa d'Avorio                                                                | Coppa d'Africa 2008 - Finale 3º posto                                         | -                                                                             | 64’                                                                           |
| 20-8-2008                                                                     | Chantilly                                                                     | Costa d'Avorio                                                                | 2 – 1                                                                         | Guinea                                                                        | Amichevole                                                                    | -                                                                             |                                                                               |
| 7-9-2008                                                                      | Maputo                                                                        | Mozambico                                                                     | 1 – 1                                                                         | Costa d'Avorio                                                                | Qual. Mondiali 2010                                                           | -                                                                             | 88’                                                                           |
| 11-10-2008                                                                    | Abidjan                                                                       | Costa d'Avorio                                                                | 3 – 0                                                                         | Madagascar                                                                    | Qual. Mondiali 2010                                                           | -                                                                             |                                                                               |
| 11-2-2009                                                                     | Smirne                                                                        | Turchia                                                                       | 1 – 1                                                                         | Costa d'Avorio                                                                | Amichevole                                                                    | -                                                                             | 87’                                                                           |
| 7-6-2009                                                                      | Conakry                                                                       | Guinea                                                                        | 1 – 2                                                                         | Costa d'Avorio                                                                | Qual. Mondiali 2010                                                           | -                                                                             | 84’                                                                           |
| 13-6-2009                                                                     | Abidjan                                                                       | Costa d'Avorio                                                                | 2 – 1                                                                         | Camerun                                                                       | Amichevole                                                                    | -                                                                             | 30’                                                                           |
| 20-6-2009                                                                     | Ouagadougou                                                                   | Burkina Faso                                                                  | 2 – 3                                                                         | Costa d'Avorio                                                                | Qual. Mondiali 2010                                                           | 1                                                                             |                                                                               |
| 12-8-2009                                                                     | Susa                                                                          | Tunisia                                                                       | 0 – 0                                                                         | Costa d'Avorio                                                                | Amichevole                                                                    | -                                                                             |                                                                               |
| 5-9-2009                                                                      | Abidjan                                                                       | Costa d'Avorio                                                                | 5 – 0                                                                         | Burkina Faso                                                                  | Qual. Mondiali 2010                                                           | 1                                                                             |                                                                               |
| 10-10-2009                                                                    | Blantyre                                                                      | Malawi                                                                        | 1 – 1                                                                         | Costa d'Avorio                                                                | Qual. Mondiali 2010                                                           | -                                                                             | 79’                                                                           |
| 14-11-2009                                                                    | Abidjan                                                                       | Costa d'Avorio                                                                | 3 – 0                                                                         | Guinea                                                                        | Qual. Mondiali 2010                                                           | -                                                                             |                                                                               |
| 18-11-2009                                                                    | Gelsenkirchen                                                                 | Germania                                                                      | 2 – 2                                                                         | Costa d'Avorio                                                                | Amichevole                                                                    | -                                                                             | 90’                                                                           |
| 4-1-2010                                                                      | Dar es Salaam                                                                 | Tanzania                                                                      | 0 – 1                                                                         | Costa d'Avorio                                                                | Amichevole                                                                    | -                                                                             | 46’                                                                           |
| 7-1-2010                                                                      | Dar es Salaam                                                                 | Costa d'Avorio                                                                | 2 – 0                                                                         | Ruanda                                                                        | Amichevole                                                                    | -                                                                             | 46’                                                                           |
| 11-1-2010                                                                     | Cabinda                                                                       | Costa d'Avorio                                                                | 0 – 0                                                                         | Burkina Faso                                                                  | Coppa d'Africa 2010 - 1º turno                                                | -                                                                             | 71’                                                                           |
| 15-1-2010                                                                     | Cabinda                                                                       | Costa d'Avorio                                                                | 3 – 1                                                                         | Ghana                                                                         | Coppa d'Africa 2010 - 1º turno                                                | -                                                                             | 71’                                                                           |
| 24-1-2010                                                                     | Cabinda                                                                       | Costa d'Avorio                                                                | 2 – 3 dts                                                                     | Algeria                                                                       | Coppa d'Africa 2010 - Quarti di finale                                        | -                                                                             | 120’                                                                          |
| 30-5-2010                                                                     | Thonon-les-Bains                                                              | Paraguay                                                                      | 2 – 2                                                                         | Costa d'Avorio                                                                | Amichevole                                                                    | -                                                                             |                                                                               |
| 4-6-2010                                                                      | Sion                                                                          | Costa d'Avorio                                                                | 2 – 0                                                                         | Giappone                                                                      | Amichevole                                                                    | -                                                                             |                                                                               |
| 15-6-2010                                                                     | Port Elizabeth                                                                | Costa d'Avorio                                                                | 0 – 0                                                                         | Portogallo                                                                    | Mondiali 2010 - 1º turno                                                      | -                                                                             |                                                                               |
| 20-6-2010                                                                     | Johannesburg                                                                  | Brasile                                                                       | 3 – 1                                                                         | Costa d'Avorio                                                                | Mondiali 2010 - 1º turno                                                      | -                                                                             |                                                                               |
| 25-6-2010                                                                     | Nelspruit                                                                     | Corea del Nord                                                                | 0 – 3                                                                         | Costa d'Avorio                                                                | Mondiali 2010 - 1º turno                                                      | 1                                                                             |                                                                               |
| 10-8-2010                                                                     | Londra                                                                        | Costa d'Avorio                                                                | 1 – 0                                                                         | Italia                                                                        | Amichevole                                                                    | -                                                                             |                                                                               |
| 4-9-2010                                                                      | Abidjan                                                                       | Costa d'Avorio                                                                | 3 – 0                                                                         | Ruanda                                                                        | Qual. Coppa d'Africa 2012                                                     | 1                                                                             |                                                                               |
| 17-11-2010                                                                    | Poznań                                                                        | Polonia                                                                       | 3 – 1                                                                         | Costa d'Avorio                                                                | Amichevole                                                                    | -                                                                             | 88’                                                                           |
| 5-6-2011                                                                      | Cotonou                                                                       | Benin                                                                         | 2 – 6                                                                         | Costa d'Avorio                                                                | Qual. Coppa d'Africa 2012                                                     | -                                                                             |                                                                               |
| 10-8-2011                                                                     | Lancy                                                                         | Costa d'Avorio                                                                | 4 – 3                                                                         | Israele                                                                       | Amichevole                                                                    | 1                                                                             | 46’                                                                           |
| 3-9-2011                                                                      | Kigali                                                                        | Ruanda                                                                        | 0 – 5                                                                         | Costa d'Avorio                                                                | Qual. Coppa d'Africa 2012                                                     | -                                                                             | 60’                                                                           |
| 9-10-2011                                                                     | Abidjan                                                                       | Costa d'Avorio                                                                | 2 – 1                                                                         | Burundi                                                                       | Qual. Coppa d'Africa 2012                                                     | 1                                                                             |                                                                               |
| 12-11-2011                                                                    | Port Elizabeth                                                                | Sudafrica                                                                     | 1 – 1                                                                         | Costa d'Avorio                                                                | Amichevole                                                                    | -                                                                             | 85’                                                                           |
| 16-1-2012                                                                     | Abu Dhabi                                                                     | Costa d'Avorio                                                                | 1 – 0                                                                         | Libia                                                                         | Amichevole                                                                    | -                                                                             |                                                                               |
| 22-1-2012                                                                     | Malabo                                                                        | Costa d'Avorio                                                                | 1 – 0                                                                         | Sudan                                                                         | Coppa d'Africa 2012 - 1º turno                                                | -                                                                             |                                                                               |
| 26-1-2012                                                                     | Malabo                                                                        | Costa d'Avorio                                                                | 2 – 0                                                                         | Burkina Faso                                                                  | Coppa d'Africa 2012 - 1º turno                                                | -                                                                             | 81’                                                                           |
| 4-2-2012                                                                      | Malabo                                                                        | Costa d'Avorio                                                                | 3 – 0                                                                         | Guinea Equatoriale                                                            | Coppa d'Africa 2012 - Quarti di finale                                        | 1                                                                             |                                                                               |
| 8-2-2012                                                                      | Libreville                                                                    | Mali                                                                          | 0 – 1                                                                         | Costa d'Avorio                                                                | Coppa d'Africa 2012 - Semifinale                                              | -                                                                             | 90’                                                                           |
| 12-2-2012                                                                     | Libreville                                                                    | Zambia                                                                        | 0 – 0 dts (8 – 7 dtr)                                                         | Costa d'Avorio                                                                | Coppa d'Africa 2012 - Finale                                                  | -                                                                             | 86’                                                                           |
| 15-8-2012                                                                     | Mosca                                                                         | Russia                                                                        | 1 – 1                                                                         | Costa d'Avorio                                                                | Amichevole                                                                    | -                                                                             | 90+2’                                                                         |
| 8-9-2012                                                                      | Abidjan                                                                       | Costa d'Avorio                                                                | 4 – 2                                                                         | Senegal                                                                       | Qual. Coppa d'Africa 2013                                                     | -                                                                             |                                                                               |
| 13-10-2012                                                                    | Dakar                                                                         | Senegal                                                                       | 0 – 2                                                                         | Costa d'Avorio                                                                | Qual. Coppa d'Africa 2013                                                     | -                                                                             | 56’                                                                           |
| 14-11-2012                                                                    | Linz                                                                          | Austria                                                                       | 0 – 3                                                                         | Costa d'Avorio                                                                | Amichevole                                                                    | -                                                                             | 69’                                                                           |
| 14-1-2013                                                                     | Abu Dhabi                                                                     | Costa d'Avorio                                                                | 4 – 2                                                                         | Egitto                                                                        | Amichevole                                                                    | -                                                                             | 46’ 90+3’                                                                     |
| 22-1-2013                                                                     | Rustenburg                                                                    | Costa d'Avorio                                                                | 2 – 1                                                                         | Togo                                                                          | Coppa d'Africa 2013 - 1º turno                                                | 1                                                                             |                                                                               |
| 26-1-2013                                                                     | Rustenburg                                                                    | Costa d'Avorio                                                                | 3 – 0                                                                         | Tunisia                                                                       | Coppa d'Africa 2013 - 1º turno                                                | 1                                                                             |                                                                               |
| 3-2-2013                                                                      | Rustenburg                                                                    | Costa d'Avorio                                                                | 1 – 2                                                                         | Nigeria                                                                       | Coppa d'Africa 2013 - Quarti di finale                                        | -                                                                             | 39’                                                                           |
| 23-3-2013                                                                     | Abidjan                                                                       | Costa d'Avorio                                                                | 3 – 0                                                                         | Gambia                                                                        | Qual. Mondiali 2014                                                           | 1                                                                             |                                                                               |
| 8-6-2013                                                                      | Banjul                                                                        | Gambia                                                                        | 0 – 3                                                                         | Costa d'Avorio                                                                | Qual. Mondiali 2014                                                           | 1                                                                             |                                                                               |
| 16-6-2013                                                                     | Dar es Salaam                                                                 | Tanzania                                                                      | 2 – 4                                                                         | Costa d'Avorio                                                                | Qual. Mondiali 2014                                                           | 2                                                                             |                                                                               |
| 7-9-2013                                                                      | Abidjan                                                                       | Costa d'Avorio                                                                | 1 – 1                                                                         | Marocco                                                                       | Qual. Mondiali 2014                                                           | -                                                                             | 84’                                                                           |
| 12-10-2013                                                                    | Abidjan                                                                       | Costa d'Avorio                                                                | 3 – 1                                                                         | Senegal                                                                       | Qual. Mondiali 2014                                                           | -                                                                             |                                                                               |
| 16-11-2013                                                                    | Casablanca                                                                    | Senegal                                                                       | 1 – 1                                                                         | Costa d'Avorio                                                                | Qual. Mondiali 2014                                                           | -                                                                             | 15’                                                                           |
| 5-3-2014                                                                      | Bruxelles                                                                     | Belgio                                                                        | 2 – 2                                                                         | Costa d'Avorio                                                                | Amichevole                                                                    | -                                                                             | 83’                                                                           |
| 14-6-2014                                                                     | Recife                                                                        | Costa d'Avorio                                                                | 2 – 1                                                                         | Giappone                                                                      | Mondiali 2014 - 1º turno                                                      | -                                                                             |                                                                               |
| 19-6-2014                                                                     | Brasilia                                                                      | Colombia                                                                      | 2 – 1                                                                         | Costa d'Avorio                                                                | Mondiali 2014 - 1º turno                                                      | -                                                                             |                                                                               |
| 24-6-2014                                                                     | Fortaleza                                                                     | Grecia                                                                        | 2 – 1                                                                         | Costa d'Avorio                                                                | Mondiali 2014 - 1º turno                                                      | -                                                                             |                                                                               |
| 6-9-2014                                                                      | Abidjan                                                                       | Costa d'Avorio                                                                | 2 – 1                                                                         | Sierra Leone                                                                  | Qual. Coppa d'Africa 2015                                                     | -                                                                             | cap.                                                                          |
| 10-9-2014                                                                     | Yaoundé                                                                       | Camerun                                                                       | 4 – 1                                                                         | Costa d'Avorio                                                                | Qual. Coppa d'Africa 2015                                                     | 1                                                                             | cap.                                                                          |
| 11-10-2014                                                                    | Kinshasa                                                                      | RD del Congo                                                                  | 1 – 2                                                                         | Costa d'Avorio                                                                | Qual. Coppa d'Africa 2015                                                     | -                                                                             | cap.                                                                          |
| 15-10-2014                                                                    | Abidjan                                                                       | Costa d'Avorio                                                                | 3 – 4                                                                         | RD del Congo                                                                  | Qual. Coppa d'Africa 2015                                                     | 1                                                                             | cap.                                                                          |
| 14-11-2014                                                                    | Freetown                                                                      | Sierra Leone                                                                  | 1 – 5                                                                         | Costa d'Avorio                                                                | Qual. Coppa d'Africa 2015                                                     | -                                                                             | cap.                                                                          |
| 19-11-2014                                                                    | Abidjan                                                                       | Costa d'Avorio                                                                | 0 – 0                                                                         | Camerun                                                                       | Qual. Coppa d'Africa 2015                                                     | -                                                                             | cap.                                                                          |
| 11-1-2015                                                                     | Abu Dhabi                                                                     | Costa d'Avorio                                                                | 1 – 0                                                                         | Nigeria                                                                       | Amichevole                                                                    | -                                                                             | cap. 46’                                                                      |
| 15-1-2015                                                                     | Abu Dhabi                                                                     | Costa d'Avorio                                                                | 0 – 2                                                                         | Svezia                                                                        | Amichevole                                                                    | -                                                                             | cap. 73’                                                                      |
| 20-1-2015                                                                     | Malabo                                                                        | Costa d'Avorio                                                                | 1 – 1                                                                         | Guinea                                                                        | Coppa d'Africa 2015 - 1º turno                                                | -                                                                             | cap. 86’                                                                      |
| 24-1-2015                                                                     | Malabo                                                                        | Costa d'Avorio                                                                | 1 – 1                                                                         | Mali                                                                          | Coppa d'Africa 2015 - 1º turno                                                | -                                                                             | cap.                                                                          |
| 28-1-2015                                                                     | Malabo                                                                        | Camerun                                                                       | 0 – 1                                                                         | Costa d'Avorio                                                                | Coppa d'Africa 2015 - 1º turno                                                | -                                                                             | cap. 32’ 82’                                                                  |
| 1-2-2015                                                                      | Malabo                                                                        | Costa d'Avorio                                                                | 3 – 1                                                                         | Algeria                                                                       | Coppa d'Africa 2015 - Quarti di Finale                                        | -                                                                             | cap.                                                                          |
| 4-2-2015                                                                      | Bata                                                                          | RD del Congo                                                                  | 1 – 3                                                                         | Costa d'Avorio                                                                | Coppa d'Africa 2015 - Semifinale                                              | 1                                                                             | cap. 28’                                                                      |
| 8-2-2015                                                                      | Bata                                                                          | Costa d'Avorio                                                                | 0 – 0 dts (9 – 8 dtr)                                                         | Ghana                                                                         | Coppa d'Africa 2015 - Finale                                                  | -                                                                             | cap.                                                                          |
| 26-3-2015                                                                     | Abidjan                                                                       | Costa d'Avorio                                                                | 2 – 0                                                                         | Angola                                                                        | Amichevole                                                                    | -                                                                             | cap. 87’                                                                      |
| 29-3-2015                                                                     | Abidjan                                                                       | Costa d'Avorio                                                                | 1 – 1                                                                         | Guinea Equatoriale                                                            | Amichevole                                                                    | -                                                                             | cap.                                                                          |
| Totale                                                                        |                                                                               | Presenze (5º posto)                                                           | 102                                                                           |                                                                               | Reti (8º posto)                                                               | 19                                                                            |                                                                               |

## Palmarès

### Club

#### Competizioni nazionali
- Campionato greco: 1

Olympiakos: 2005-2006
- Coppa di Grecia: 1

Olympiakos: 2005-2006
- Campionato spagnolo: 2

Barcellona: 2008-2009, 2009-2010
- Coppa di Spagna: 1

Barcellona: 2008-2009
- Supercoppa di Spagna: 1

Barcellona: 2009
- Coppa d'Inghilterra: 1

Manchester City: 2010-2011
- Campionato inglese: 3

Manchester City: 2011-2012, 2013-2014, 2017-2018
- Community Shield: 1

Manchester City: 2012
- Coppa di Lega inglese: 3

Manchester City: 2013-2014, 2015-2016, 2017-2018
- China League One: 1

Quingdao Huanghai: 2019

#### Competizioni internazionali
- UEFA Champions League: 1

Barcellona: 2008-2009
- Supercoppa UEFA: 1

Barcellona: 2009
- Coppa del mondo per club: 1

Barcellona: 2009

### Nazionale
- Coppa d'Africa: 1

Guinea Equatoriale 2015

### Individuale
- Calciatore africano dell'anno: 4

2011, 2012, 2013, 2014
- Miglior giocatore della Community Shield: 1

2012
- BBC African Footballer of the Year: 2

2013, 2015
- ESM Team of the Year: 1

2013-2014
- Premio Bulgarelli Number 8: 1

2014
- Squadra maschile CAF del decennio 2011-2020 IFFHS: 1

2020